# آلفين تايلور
آلفين تايلور (بالإنجليزية: Alvin Taylor)‏ هو موسيقي أمريكي، ولد في 26 مارس 1953.